# عكيفان (بني مطر)

تعديل مصدري - تعديل

عكيفان هي إحدى قرى عزلة دايان بمديرية بني مطر التابعة لمحافظة صنعاء، بلغ تعداد سكانها 545 نسمة حسب تعداد اليمن لعام 2004.